# Организация на обединените нации
Организа̀цията на обединѐните на̀ции (съкратено: ООН) е международна организация, създадена официално на 24 октомври 1945 г., когато уставът ѝ е ратифициран от 5-те постоянни страни членки на нейния Съвет за сигурност – Китай, СССР, САЩ, Обединеното кралство и Франция.

## Предпоставки
Идея за създаване на организация, пазеща световния мир, съществува далеч преди тази дата. Първи опит в тази посока е учредяването на Обществото на народите (ОН) по време на Парижката мирна конференция. В търсенето на предпоставки може да се отиде още по-назад във времето, при Просвещението. Още тогава редица просвещенски мислители изразяват идеите за създаване на световен правов ред, който да постигне вечен мир. През 1795 г. Кант обнародва своя труд „Към вечния мир“, в който развива идеята за създаване на такъв световен правов ред, който да води своето начало от федерация на свободните държави, в която те са равнопоставени. Съчинението на Жан-Жак Русо „Съждение върху проекта за вечен мир“ е вдъхновено от идеите на абат Сен Пиер.
Организация, която да съблюдава за мира и разбирателството между отделните народи и гарантира международната стабилност, е основна стъпка към осуетяването на сблъсъци на расова, етническа или държавна основа и по този начин предотвратява евентуален нов масивен военен конфликт. Последиците от двете световни войни пораждат желание у народите да предпазят бъдещите поколения от бедствията им.
Именно в това се крие важността на ООН за историята на човечеството – да противостои на агресията, да установи приятелски отношения между нациите и да поддържа мира и сигурността на Земята.

## Учредяване на ООН
Провалът на ОН налага търсенето на нови решения за мироопазването в световен мащаб. Нужно е изграждането на нова структура, идейно подобна на Обществото. Тя трябва да вземе предвид неговите грешки и да спомогне гарантирането на световния ред по-ефективно от всякога.
Терминът обединени нации води началото си от Втората световна война. С това име се назовават всички съюзници за борба срещу силите на Оста – Германия, Италия и Япония. Този термин, измислен от президента на САЩ Франклин Рузвелт, добива световна значимост след подписването на Декларацията на Обединените нации на 1 януари 1942 г.
Първата сериозна крачка към изграждането на постоянна организация се прави по време на Конференцията в Дъмбартън Оукс – среща на четирите големи (САЩ, СССР, Великобритания и Китай), провела се от август до октомври 1944 г. Тези и по-късни преговори водят до изясняване на целите на организацията, предложения за членуващи страни и структурите ѝ споразумение за поддържане както на мира и сигурността, така и на международното икономическо и социално сътрудничество.
Разговорите в Дъмбартън Оукс не достигат до цялостен план за учредяването на организация. Освен това САЩ и Великобритания не се съгласят със Съветския съюз по два въпроса – избирателната система на предложения Съвет за сигурност и членството на всички съставляващи СССР държави. Тези противоречия са изгладени на Конференцията в Ялта. Там се достига и до споразумението, че новата организация трябва да наследи мандатната система и дейността на ОН. По този начин става възможна Международната конференция за учредяване на ООН. Тя се провежда в Сан Франциско от 25 април до 26 юни 1945 г. и освен представители на всички участващи 46 държави, редица неправителствени организации са поканени да окажат помощ при формирането на Устава на ООН. Четири допълнителни държави (Аржентина, Белоруска ССР, Дания и Украинска ССР) са допуснати до конференцията.
Международният секретариат работи на 5 езика (френски, английски, руски, испански и китайски), които са приети за официални (по-късно за официален е признат и арабският език).
Големите Четири се редуват за поемане на председателството на пленарните сесии. По-късно към тях е присъединена Франция. Правилото за единодушие при гласуване на решение е отменено. Установено е, че мерки могат да бъдат прокарвани в комитети, комисии или пленарни сесии чрез подкрепа от 2/3. Редица политически въпроси излизат на дневен ред – статутът на колониалните държави, равенството между страните участнички, проблемът с налагането на вето в Съвета за сигурност, защитата на човешките права и др. Повечето от противоречията са разрешени чрез компромис. Вследствие от това малките, ориенталските и латиноамериканските държави успяват да променят предложенията от Дъмбартън Оукс.
Така на 26 юни 1945 г. общо 50 държави подписват Хартата, която влиза в сила на 24 октомври същата година. Полша не е представена на конференцията, но за нея е запазено място и тя се нарежда сред държавите основателки. Освен нея девет вражески (Германия, Италия, Япония, Австрия, Унгария, България, Румъния, Финландия и Тайланд) и осем неутрални страни (Швейцария, Испания, Португалия, Швеция, Ирландия, Афганистан, Исландия и Йемен) не участват в учредяването на организацията. (Допреди няколко години България е вписана в Хартата на ООН като „вражеска държава“, въпреки че завършва Втората световна война на страната на демократичните съюзници и дава над 40 хил. жертви в борбата с хитлеризма.)
Конференцията в Сан Франциско е първата от два века, която не е доминирана от Европа. Нещо повече, само девет европейски континентални страни западно от СССР взимат участие в нея. Желанието е да бъдат представени всички части от света наравно със Стария континент. Този факт е израз и на стремежа на ООН още от създаването си да бъде организация от световно значение и да не ограничава действията си само до Европа. Неслучайно за нейно седалище е избран Ню Йорк.

## Цели и основни структури
Основна цел на ООН е спазване на мира и сигурността. Основавайки се на принципите за равни права и самоопределяне на народите, тя развива и приятелските международни отношения. Организацията полага грижи за постигането на световно сътрудничество при разрешаването на международни проблеми от културно, икономическо, социално или хуманитарно естество. Междувременно ООН трябва да послужи като средище, където да се обединят усилията на всички нации за постигането на поставените цели.
Както в т. 2 от Хартата се посочва, сред основните принципи на организацията е базирането ѝ на суверенното равенство между страните членки. Те поемат задължението да не използват сила или заплаха за такава в противовес на целите на ООН. На сблъсъците трябва да се намира мирно разрешение. Страните членки на организацията са задължени да я подпомагат във всяко нейно предприето начинание. От държавите извън ООН се очаква да спазват нейните принципи и да действат в съответствие с тях. Според Хартата организацията няма да се ангажира с проблеми, засягащи вътрешната юрисдикция на която и да е от страните.
ООН има 6 основни органа. Това са Общо събрание, Съвет за сигурност, Икономически и социален съвет, Съвет за попечителство, Международен съд и Секретариат.

### Общо събрание
Общото събрание е съвещателният орган на ООН. В него вземат участие всички страни членки като всяка от тях дава един глас. Решения по съществени проблеми се приемат при мнозинство или 2/3 от гласовете в зависимост от важността на проблема.
Чрез своите съвещателни, надзорни, финансови и избирателни функции, Общото събрание заема основно място в дейността на ООН. То упражнява контрол върху действията на органите в социалната и икономическа сфера и на тези, занимаващи се с проблемите на не самоуправляващите се територии.
Общото Събрание получава годишни доклади от генералния секретар, Съвета за сигурност, Икономическия и социален съвет, Съвета за попечителство и може да отправи предложения към тях.
Последните два органа извършват дейността си под егидата му. Общото събрание също изпълнява надзорните си функции като контролира работата на Секретариата. Финансовата сила на събранието се дължи на разполагането му с бюджета на ООН. Избирателните функции на Общото събрание се изразяват в това, че то подбира членовете на Икономическия и социален съвет и избираемите членове на Съвета за сигурност и Съвета за попечителство. Освен това взима участие при избора на съдии в Международния съд и определянето на генерален секретар. Заедно със Съвета за сигурност Общото събрание има право да предложи поправки в Хартата, както и да свика конференция за ревизиране на същия документ.

### Съвет за сигурност
Основна грижа на Съветът за сигурност е запазването на световния мир, което като главна цел на ООН му отрежда изключително важно място. Първоначално съветът се състои от 11 члена – 5 постоянни (САЩ, СССР, Великобритания, Франция и Китай), които единствени имат право на вето, и 6 непостоянни, избирани от Общото събрание за период от 2 години.
С ратифицирането на поправка в Хартата през 1965 г. той нараства до 15 представени страни. Петте постоянни члена се запазват, а непостоянните се увеличават до 10. Последните трябва да бъдат избирани както следва: 5 от Африка и Азия, 1 от Източна Европа, 2 от Западна и 2 от Латинска Америка. Председателството се поема от всеки член за един месец. При определяне на непостоянните членове Общото събрание не само трябва да се стреми към справедливо географско разпределение, но също да отчете приноса на дадената държава за поддържането на световния мир и сигурност.
Съветът за Сигурност разследва всеки сблъсък или заплаха за реда, но може единствено да направи препоръки за мирното му разрешаване. От друга страна съветът може да изисква от страните членки да наложат различни санкции спрямо държава виновна за застрашаване или нарушаване на мира. Наказания може да влязат в сила и при проява на агресия или неизпълнение на решение на Международния съд.

### Икономически и социален съвет
Икономическият и социален съвет е отговорен за изпълнението на сложната система от икономически, социални, хуманитарни и културни дейности на ООН. Неговите 54 члена се избират от Общото събрание за 3 години с възможност за преизбиране. Въпреки че няма постоянни членове, страните, които са нужни за работата на съвета, са редовно преизбирани. Дейността му е подпомагана от комисии, организирани на функционални или географски основи. Четири регионални комисии – за Европа, Азия и Близкия изток, Латинска Америка и Африка, са създадени да се борят със специфични регионални икономически проблеми.

### Секретариат
Секретариатът се управлява от генералния секретар, който е определен от Общото събрание по предложение на Съвета за сигурност. Мандатът му трае 5 години и има възможност за преизбиране. Освен чисто административни генералният секретар има и политически функции. Той е длъжен да представи на вниманието на организацията всяка заплаха за мира. Генералният секретар назначава върховен комисар по правата на човека.

### Международен съд
Международният съд е основният правораздаващ орган на ООН и статутът му е неделима част от Хартата. Петнадесетте съдии са избирани от Общото събрание и Съвета за сигурност, които гласуват независимо един от друг. Страна може да има само един съдия. Основните цивилизации и правни системи трябва да бъдат представени. Съдиите служат 9 години и могат да бъдат преизбирани за още два мандата. Седалището на съда се намира в Хага.

### Съвет за попечителство
Съветът за попечителство се направлява от Общото събрание и надзирава администрацията в териториите под попечителство чрез отделни споразумения с управляващите ги държави.

## Студената война и ООН
Преамбюлът на Хартата започва с декларация как Обединените нации са твърдо решени да предпазят бъдещите поколения от бедствията на войната. В тази насока още на първата среща на Общото събрание на ООН (24 януари 1946 г.) е създадена Комисия за справяне с проблемите, предизвикани от откриването на атомната енергия.
Решителната стъпка е продиктувана от приоритета на организацията и идеите за разоръжаване. Основателите на организацията разбират, че без съгласие между Великите сили по важни международни проблеми не може да съществува ефективно сътрудничество в поддържането на мирната обстановка или налагането на санкции срещу агресорите. Ето защо в Хартата единодушният глас на петте постоянни члена на Съвета за сигурност е записан като правило при разрешаването на съществени проблеми. Това обаче означава също, че при неразбирателство между тях работата на съвета се блокира.
Когато Хартата е изготвяна, сътрудничеството на Петте големи по въпросите на сигурността се е смятало за неизменно и неразривно. С течение на времето се оказва, че това твърдение е грешно. Започването на Студената война допълнително затруднява и бездруго деликатното положение, в което се намира ООН. Почти веднага след създаването на организацията се оформя конфликт между Съветския съюз и Западните сили.
Като малцинство СССР прибягва до правото си на вето твърде често, за да предотврати неблагоприятни за съветската политика действия. Постепенно членовете на ООН обръщат поглед към Общото събрание, което започва да увеличава важността си. Повечето от страните окуражават добиването на по-значима роля в организацията, тъй като Съветът за сигурност не е способен да извършва дейността си. Разликата между Съвета и Общото събрание обаче си остава все така категорична – първият взема решения, които се отнасят до всички страни членки, докато съвещателният орган само прави предложения.
През първите 20 години от съществуването на ООН многобройни кризисни ситуации, породени от нарушения ред след Втората световна война, се поставят за обсъждане пред Съвета за сигурност и Общото събрание. Организацията успява да намери разрешение само на малка част от тях. Ярък пример е изтеглянето на съветските войски от Иран през 1946 г.
От друга страна случаите, в които ООН успява ефективно да се намеси в разрешаването на кризите от разразилата се Студена война, са крайно недостатъчни. Поради отсъствието на съветските представители в Съвета за сигурност организацията успява да предприеме действия срещу Северна Корея, когато тя атакува Южна Корея през юни 1950 г. Само няколко седмици по-късно хората на СССР заемат местата си и по-нататъшни акции за справяне с Корейската ситуация в ООН стават невъзможни, тъй като са блокирани от руското вето. Някои конфликти остават неразрешени и са постоянна тема на дискусии в двете най-важни структури на ООН.
По същото време политическите промени в Китай, която е сред Големите пет, предизвикват ожесточени спорове за нелегитимното представяне на страната в организацията. Въпросът се обсъжда на всяка сесия на Общото събрание след 1950 г. През същата година Индия внася резолюция за допускане на комунистическия режим в ООН. Предимно поради съпротивата на САЩ тя не се одобрява. Следващите двадесет години се характеризират с опитите да се приеме КНР и същевременно да се изгонят представителите на Република Китай. Едва на 25 октомври 1971 г. е гласувано решение. КНР се присъединява към ООН и приема местата на националистите.
С оглед на подсигуряване изпълнението на мироопазващата функция на организацията през ноември 1950 г. Общото събрание одобрява предложената от САЩ резолюция „Обединение за мир“. Тя призовава към незабавно отчитане на заплахите за световната сигурност и препоръчва колективни мерки, включващи използване на въоръжени сили при нужда. Резолюцията е валидна при провал от страна на Съвета за сигурност в изпълнението на неговите първични отговорности. По този начин се учредяват Комисия за спазване на мира и Комитет за колективни мерки с цел поддържане и засилване на световния мир.
Съревнованието между двете суперсили е определящата характеристика на Студената война. В обстановката на международно напрежение идеите за разоръжаване получават силен отзвук и подкрепа. Това очертава една от основните посоки за развитие на ООН в следвоенния период.
Работата на Комисията за атомна енергия започва през юни 1946 г. Скоро става ясно, че на тази тема САЩ и СССР са на коренно различни мнения. Мнозинството от членовете настоява за стриктен международен контрол над атомните съоръжения, а Съветският съюз не може да се съгласи с предложенията, които то прави. Тази комисия попада в задънена улица при преговорите си от 1948 г., въпреки че някакво споразумение все пак е достигнато.
За да се бори с различни от оръжия за масово поразяване е съставена Комисия за конвенционални оръжия. Напредък в тази посока така и не се осъществява, след като идеите на Запада и СССР отново нямат допирни точки. През 1949 г. по инициатива на комисията Общото събрание одобрява план, според който всяка страна трябва да ѝ предостави пълна информация за наличните си конвенционални оръжия и военни сили. Отказът на Съветския съюз да приеме решението довежда и до неизпълнението му. До 1950 г. достигането на мъртва точка вече е очевидно.
Общото събрание гласува да слее двете комисии през 1952 г. в Комисия по разоръжаването, признавайки взаимовръзката между отделните страни на проблема. Новата структура, състояща се от членовете на Съвета за сигурност и Канада, трябва да приготви предложения за регулирането, ограничаването и балансираното намаляване на всички въоръжени сили. Друга нейна задача е да осигури използването на атомна енергия само за мирни цели посредством ефективен международен контрол. Развиването на атомни и водородни оръжия в СССР основно променя измеренията на проблема и предизвиква значими промени в националните позиции. Усилията за постигане на градивни резултати чрез комисията и Общото събрание водят до незначителен напредък при постигнатия ядрен паритет.
В годишния си доклад към Дванадесетото общо събрание, което е свикано през 1957 г., генералният секретар Даг Хамаршелд твърди, че годината е била белязана от най-целенасочените и интензивни усилия на членовете на Подкомитета по разоръжаване да открият общ език. Вместо да изработят подробен и общ план за разоръжаване, те се насочват към сключването на първоначално споразумение. След десетилетие в застой има надежда за постигането на ограничена договореност. Такава обаче не се появява. През същата година е учредена Международна агенция за атомна енергия (МААЕ), чиято цел е да съдейства за използването на атомната енергия за мирни цели.
Световното обществено мнение оказва натиск върху Великите сили да продължат преговорите по разоръжаване. Комитет, съставен от 10 държави (по пет от Източна и от Западна Европа) започва да работи през март 1959 г. Скоро преговорите се оказват безрезултатни и 8 неутрални страни са прибавени. СССР и Западът провъзгласяват общото и пълно разоръжаване за своя цел, но малко се постига в тази посока. Съветският съюз споделя идеята за споразумение в рамките на няколко години. Противно на него Западните сили подхождат към проблема военно: те застават за постепенното изграждане на контролна система. През 1961 г. Общото събрание приема резолюция, според която използването на ядрени или термоядрени оръжия е престъпление спрямо международното право, Хартата на ООН и човечеството. Друго важно събитие, водещо към разоръжаване, е подписването от Съветския съюз, САЩ и Великобритания на Договор за забрана на ядрените опити на 5 август 1963 г. Това споразумение, към което по-късно се присъединяват над 100 страни, забранява експериментите в атмосферата, космоса и под водата, но не и под земята (Франция и Китайска народна република, също ядрени сили, не го подписват).
Най-ярък пример за съревнованието между СССР и САЩ са технологичната и космическа надпревара. През юни 1966 г. двете суперсили внасят космически проекти за разглеждане. Юридическият подкомитет на Комитета за мирно използване на космоса решава да ги комбинира и на 8 декември издава исторически документ. Всички ратифицирали го страни се задължават да не поставят оръжия от какъвто и да е тип в Орбита, на Луната или на други космически обекти. Освен това от тях се изисква използването на всички небесни тела да е за мирни цели. Общото събрание одобрява единодушно документа.
В периода 1966 – 1986 г. се отбелязва нов етап в мирното съжителство на СССР и САЩ. Напрежението намалява в резултат на ядреното равновесие и разбирането, че при ядрена война няма победител. Засилва се ролята на ООН и се поставя началото на първите директни преговори между двете сили. Така след повече от 6 години преговори СССР и САЩ дават съгласието си за проект, насочен срещу бъдещето разпространение на ядрени оръжия. Чрез резолюцията от 12 юни 1968 г. Общото събрание приема проекта и подтиква страните членки да го ратифицират.
Друга съществена посока, в която ООН се развива по време на Студената война, е деколонизацията. Усилията на организацията са пряко свързани с уставния ѝ принцип за равни права и самоопределение на народите. ООН се отнася към народите, живеещи в несамоуправляващи се територии, на две нива: чрез закони и процедури да накарат управляващите държави да определят статута им на международно ниво и чрез системата за попечителство.
През 1947 г. Общото събрание създава специален комитет, за да получава информация за несамоуправляващите се територии и на нейната база да прави предложения на управляващите ги страни. Тези негови функции срещат съпротивата на редица държави. При това съществуват противоречия по въпроса кога едни територии са несамоуправляващи се и кога престават да бъдат такива. Франция престава да дава информация за много нейни земи на базата на твърдението, че те са самоуправляващи се или са станали неделима част от страната. По-късно Великобритания спира да изпраща сведения за Малта и Гана, САЩ – за Пуерто Рико и Зоната на Панамския канал, Дания – за Гренландия, Холандия – за Суринам и Антилските о-ви. Същата година комитетът получава информация за 74 територии с 215 млн. жители. През 1963 той е разпуснат и функциите му се приемат от създадения 2 години по-рано специален Комитет по състоянието на изпълнението на декларацията за предоставяне на независимост на колониалните страни и народи.
Връхна точка антиколониалното движение отбелязва през 1960, когато Общото събрание одобрява резолюция, подкрепена от 43 афро-азиатски държави. Според Декларацията за предоставяне на независимост на колониалните страни и народи подчиняването на народите под чужда власт и експлоатация противоречи на устава и човешките права и спъва развитието на световен мир и сигурност. Отправен е призив за незабавно действие.
Испания, Португалия, ЮАР и Зимбабве са основните мишени на антиколониалистите. Базирайки се на твърдението, че презморските територии са провинции, Испания и Португалия отказват да дават информация за тях. Случаите при Зимбабве и ЮАР са подобни. След приемането на декларацията около 60 несамоуправляващи територии получават самоопределение и стават членки на ООН.
До 1965 г. ерата на колониализма сякаш приключва. Остават редица зависими територии, някои от – тях отдалечени острови, които са твърде бедни или малки, за да се появят на политическата карта. Прилагането на декларацията спрямо тях е труден въпрос. В много вече самоуправляващи се територии икономическите и социални проблеми остават неразрешени и те разчитат на ООН за помощ с цел напълно да се превърнат в независими страни. Разпадането на колониалната система и увеличаването на членовете на организацията довеждат до добиването на важност на малките страни в световната политика.
Трябва да се отбележат и усилията, които ООН прави за спазването на човешките права, подобряването на медицинските услуги, установяването на международно финансово и икономическо сътрудничество и др.

## Обща оценка
Организацията на обединените нации е създадена от желанието за гарантиране на световния мир. Тя се появява след един от най-големите военни конфликти в историята на човечеството и цели да избегне бъдещи сблъсъци чрез разрешаването им по мирен път. Едновременно с това ООН трябва да развива приятелски отношения между държавите, основани на зачитане принципа на равноправието и самоопределението на народите и да осъществява сътрудничество при разрешаване на международните икономически, социални, културни и хуманитарни проблеми. Идеята е организацията да служи като център за съгласуване на действията на държавите за постигането на тези общи цели.
Малко след създаването си ООН попада в една нова военна обстановка, тази на Студената война. Организацията се оказва неподготвена за конфликт от такъв тип. Тя се проваля в изпълнението на част от приоритетите си и постепенно добива второстепенна роля. След края на Студената война съществуват надежди за възобновяване важността на организацията. В същото време издигането на САЩ до световно господство поражда съмнения за ефективността ѝ. Въпреки това ООН остава трибуната за директни преговори и излагане на виждания пред света.

## България и ООН
Народна република България е приета за пълноправен член на ООН на 14 декември 1955 г., едновременно с Албания, Унгария, Румъния, Австрия, Йордания, Ирландия, Испания, Италия, Камбоджа, Лаос, Либия, Непал, Португалия, Финландия и Цейлон.
През 1960 г. Народна република България става член на Комитета по разоръжаването, а през 1962 г. е избрана в Комитета за приложение на Декларацията за предоставяне на независимост на колониалните страни и народи. Страната участва като непостоянен член на Съвета за сигурност 3 пъти: през 1966 – 1967, 1986 – 1987 и 2002 – 2003.
Република България активно се включва в мироопазващите операции на ООН – ОПМ: в Камбоджа (1992 – 1993), Ангола (1995 – 1999), Таджикистан (1995 – 2000), Етиопия/Еритрея (2000 – 2004), Босна и Херцеговина (от 1997), Косово (от 2000), Афганистан (от 2002), Либерия (от 2004).

## Посланици на добра воля на ООН
Следните личности са посланици на добра воля на ООН:
- Мохамед Али, боксьор, САЩ
- Виджай Амритрай, тенисист, Индия
- Ана Каталди, писателка, Италия
- Майкъл Дъглас, актьор, САЩ
- Джейн Гудол, изследователка, Великобритания
- Енрико Масиас, певец и композитор, Франция
- Уинтън Марсалис, джаз музикант, САЩ
- Ели Визел, писател, лауреат на Нобелова награда за мир, САЩ